# 資本的支出
資本的支出（しほんてきししゅつ、en:Capital expenditure もしくは capital expense、CapEx、CAPEX）は、企業が固定資産を購入するなど、耐用年数が課税年度を超えている既存の資産の価値を高めるために、資金を支出する場合に発生する投資の費用。代表的なものに設備投資（en:Fixed_investment）がある。
組織や企業の実体である建物、車両、機器、または土地などの固定資産を、購入、維持、または改善するために費やしているお金である  。
資産を新たに購入する場合または社屋などの屋根の修理など、既存の資産の耐用年数を延ばすためにお金を使用する場合も、資本的支出と見なされる。 
こうした支出は、資産の運用に固有の継続的な費用である営業費用（Opex）やランニングコストとは対照的である。 Opexには電気や掃除などのアイテムが含まれる。
一部の費用では、運用コストと資本的支出の違いがすぐにはわからない場合がある。たとえば経営するショッピングモールの駐車場の改修は、そのショッピングモールの運営に固有のものと考えることができるが、こうした項目の境界線は支出の経済的利益が現在の会計年度を超えている場合、費用は設備投資と見なされるということである。 

## 使用法
資本的支出は有形固定資産（PP＆E）への支出など、企業の固定資産を取得またはアップグレードするために使用される資金であるが、資本的支出が会社の主要な財務上の決定を構成する場合、その支出は年次株主総会または取締役会の特別会議で正式に決定されなければならない。
会計では資本支出が資産勘定に追加されるため、資産の基礎（税務上調整された資産のコストまたは価値）が増加する。
資本的支出は通常、「プラント、不動産、設備への投資」のキャッシュ・フロー計算書または「投資」サブセクションの類似のものに記載されている。

## 会計規則
税務上、資本的支出は支払われたまたは発生した年に控除できないコストであり、資本化する必要がある。原則として、取得した不動産の耐用年数が課税年度よりも長い場合は、費用を資本化する必要がある。
その後、資本的支出費用は、問題の資産の存続期間にわたって償却または減価償却される。上記に加えて資本的支出は、資産または資産に基礎を作成または追加する。これは、調整されると、売却または譲渡の場合の納税義務を決定するからである。
米国では、内国歳入法§§263および263Aは、自己資本要件および例外を広範囲に扱っている。 

資本的支出には、以下に費やされた金額が含まれる。
1. 固定資産、場合によっては無形資産の取得
2. 耐用年数を改善するために既存の資産を修復する
3. 優れたフィクスチャが得られる場合は、既存のアセットをアップグレードする
4. ビジネスで使用する資産を準備する
5. プロパティを復元するか、新しいまたは別の用途に適応させる
6. 新規事業の開始または買収

企業の会計に関する継続的な質問は、発生した特定のコストを資本化するか、費用をかけるかである。
特定の月に費用が発生した費用は、その月に発生した費用として財務諸表に表示される。ただし、資本化された費用は複数年にわたって減価償却される。
資本化された支出は貸借対照表に表示される。
通常のビジネスコストは費用または資本化可能であるが、会社の好みに応じて、いずれかの方法で処理できるコストもある。
該当する場合、資本化された利息も資産の存続期間にわたって分散される。
会計規則は、利息費用を資本化するためのいくつかの規定を広げている。
組織が別の資産を構築するためにクレジットラインを申請する必要がある場合がある。これにより、関連する利息費用を資本化できる。
組織は、自分たちで資産を構築していることを考えると、利益を活用できる可能性があり、資産を購入するために前払いで利子を利用したり、それを開発するために他の人に支払うことはできない。
組織は、資産を開発するためのコストを取得するときに、利息コストを認識することができる。